# Henry Shelton Sanford

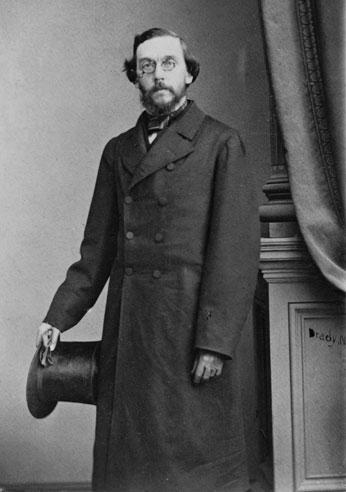
Henry Shelton Sanford

Henry Shelton Sanford (ur. 15 czerwca 1823, zm. 21 maja 1891) – amerykański dyplomata, biznesmen i arystokrata z Connecticut, który służył jako ambasador USA w Belgii od 1861 do 1869 roku. Jest również znany z tego, że założył miasto Sanford i skutecznie lobbował w  USA na rzecz uznania zwierzchnictwa króla Leopolda II nad regionem Kotliny Konga w Afryce środkowej, w okolicy, która stanie się później Wolnym Państwem Kongo.